# Landaus problem
Vid internationella matematikerkongressen 1912 presenterade Edmund Landau fyra fundamentala problem om primtal. Han beskrev problemen som "oangripbara med dagens vetenskap". Problemen är numera kända som Landaus problem. Problemen är följande:
1. Goldbachs förmodan: Kan varje jämnt heltal större än 2 skrivas som summan av två primtal?
2. Primtalstvillingsförmodan: Finns det oändligt många primtal p sådana att också p + 2 är ett primtal?
3. Legendres förmodan: Finns det alltid ett primtal mellan två kvadrater som kommer efter varandra?
4. Finns det oändligt många primtal av formen n2 + 1? (talföljd A002496 i OEIS).

2013 är alla problem fortfarande olösta.